# Ingo Müller (Jurist)
Ingo Müller (* 23. Dezember 1942 in Raspenau, Reichsgau Sudetenland) ist ein deutscher Jurist, Autor und Fachhochschulprofessor im Ruhestand für Strafrecht und Strafprozessrecht.

## Leben
Ingo Müller wurde als Sohn des Lehrers Helmut Müller und dessen Frau, einer Künstlerin, im nordböhmischen Raspenau (heute Raspenava, Tschechien) geboren und wuchs in Böhmen, Ostfriesland und Holstein auf. Zunächst studierte Müller Rechtswissenschaften an der Christian-Albrechts-Universität zu Kiel und legte nach dem Vorbereitungsdienst in Kiel und Bremen 1974 die Große Juristische Staatsprüfung ab. 1976 wurde er an der Universität Bremen zum Dr. jur. promoviert. Nach dem Referendar-Examen nahm er in Bremen ein Zweitstudium der Politischen Wissenschaften auf; 1987 wurde er zum Dr. phil. promoviert. Von 1974 bis 1986 war Müller Wissenschaftlicher Assistent an der Universität Oldenburg, wo er Öffentliches Recht und Strafrecht unterrichtete. Zudem wirkte er als Vertretungsprofessor an der Universität Bremen. 1986 wurde Müller Verwaltungsjurist und Referent der Bremer Landesvertretung in Bonn, 1988 Regierungsdirektor in der Justizverwaltung von Bremen. Von 1995 bis 2008 war er Professor für Straf- und Strafprozessrecht an der Fachhochschule für Öffentliche Verwaltung (Fachbereich Polizei) in Hamburg, 2006/2007 war er deren Rektor. Seit 2008 ist er pensioniert.
Verheiratet ist Müller mit Christina Stresemann, der Enkelin Gustav Stresemanns.

## Wirken
Müller ist Autor zahlreicher Fachbeiträge und Bücher zur Entwicklung des Rechts in Deutschland.
1987 gelang ihm mit dem Bestseller Furchtbare Juristen ein auflagenstarkes Standardwerk, das in der breiten Öffentlichkeit für Aufsehen sorgte und ihm auch außerhalb der juristischen Fachpresse große Popularität einbrachte.
Müller bemühte sich ab 1988 mit Heinrich Hannover, Gerhard Jungfer und Eckart Rottka um ein Wiederaufnahmeverfahren zu dem Urteil des 4. Strafsenats des Reichsgerichts Berlin vom 23. November 1931 gegen Carl von Ossietzky im Weltbühne-Prozess. Das scheiterte am Beschluss des Bundesgerichtshofs vom 3. Dezember 1992.
Müller war viele Jahre lange Vorstandsmitglied im Forum Justizgeschichte e. V. – Vereinigung zur Erforschung und Darstellung der deutschen Rechts- und Justizgeschichte des 20. Jahrhunderts. Er ist im Beirat der Business Crime Control.

## Auszeichnungen
- 2007: Bundesverdienstkreuz I. Klasse
- 1988: Carl-von-Ossietzky-Preis für Zeitgeschichte und Politik

## Schriften
Als Autor:
- Gesellschaft, Recht und Strafverfahren. Eine Einführung in die Strafjustiz für Schöffen und andere Interessierte. Mitverfasser: Winfried Grikschat, Albrecht Lüthke und Friedrich-Wilhelm Dopatka. Leske Verlag + Buderich. Opladen 1975, ISBN 3-8100-0038-8. (Rezension im 'Weser-Kurier' [Bremen]: 'Leitfaden für Schöffen vorgelegt' v. 27. November 1975).
- Rechtsstaat und Strafverfahren. Europäische Verlagsanstalt, Frankfurt am Main 1980, ISBN 3-434-25110-3.
- Furchtbare Juristen. Die unbewältigte Vergangenheit unserer Justiz. Kindler, München 1987, ISBN 3-463-40038-3.
- mit Albrecht Lüthke: Strafjustiz für Nicht-Juristen: Ein Handbuch für Schöffen, Pädagogen, Sozialarbeiter und andere Interessierte. Leske und Budrich, Opladen 1997, ISBN 3-8100-1849-X.
- mit Arn Strohmeyer und Jürgen Wendler (Hg.): 150 Jahre Grundrechte, 50 Jahre Grundgesetz. „Lese-Ausstellung“ in der Villa Ichon vom 6. November bis 4. Dezember 1998. WMIT Druck und Verlag, Bremen 1999, ISBN 3-929542-13-7.
- Der Niedergang des Strafrechtssystems im Dritten Reich. In: Heribert Ostendorf, Uwe Danker (Hg.): Die NS-Strafjustiz und ihre Nachwirkungen. Nomos, Baden-Baden 2003, ISBN 3-8329-0136-1.

Als Herausgeber:
- mit Rainer Eisfeld: Gegen Barbarei. Essays. Robert M. W. Kempner zu Ehren. Athenäum, Frankfurt am Main 1989, ISBN 3-610-08537-1.

Aufsätze:
- 100 Jahre Strafprozeßordnung. In: Kritische Justiz. 1977, H. 1 (PDF; 1,9 MB).
- Der Wert der „materiellen Wahrheit“. In: Leviathan. Zeitschrift für Sozialwissenschaft. 1977, S. 522–537 (HTML)
- Der berühmte Fall Ossietzky vom Jahr 1930 könnte sich jederzeit wiederholen … In: Recht Justiz Kritik, Festschrift für Richard Schmid, hrsg. von Hans-Ernst Bötcher. Nomos, Baden-Baden 1985, ISBN 3-7890-1092-8, S. 297–326.

- Wiederaufnahme des Weltbühne-Prozesses? Eine Initiative demokratischer Juristen in der BRD. In: Helmut Reinhardt (Hrsg.): Nachdenken über Ossietzky. Verlag der Weltbühne v. Ossietzky & Co, Berlin, 1989, S. 235–239